# Christie Murray
Christie Murray (født d. 3. maj 1990) er en kvindelig skotsk fodboldspiller, der spiller midtbane for engelske Liverpool i FA Women's Super League og Skotlands kvindefodboldlandshold.
Hun fik landsholdsdebut i marts 2010, mod New Zealand, ved Cyprus Cup og deltog også ved EM i fodbold for kvinder 2017 i Holland og VM i fodbold for kvinder 2019 i Frankrig, efter at Skotland havde vundet deres kvalifikationsgruppe forud for slutrunden. Hun scorede hendes første landaholdsmål d. 5. april 2012, mod Irland.

## Meritter

### Klubhold
Celtic
- Scottish Women's Premier League Cup: 2010

Glasgow City
- Scottish Women's Premier League: 2011, 2012, 2014
- Scottish Women's Premier League Cup: 2012, 2013
- Scottish Women's Cup: 2011, 2012, 2014

### Individual
- FA WSL 2 Månedens spiller: November 2017